# Biotie Therapies
Biotie Therapies était une société finlandaise de biotechnologie et de pharmacie dont le siège social était situé à Turku en Finlande.
Biotie Therapies est acquise par Acorda Therapeutics en janvier 2016.

## Présentation
La recherche et le développement de Biotie Therapies se sont concentrés sur les médicaments pour les troubles neurodégénératifs et psychiatriques comme la maladie de Parkinson, la maladie d'Alzheimer et autres troubles cognitifs, l'Alcoolisme et la toxicomanie, le syndrome de stress post-traumatique, l'hépatopathie inflammatoire et  fibrotique.
La société est cotée à la Bourse d'Helsinki.
Biotie Therapies est acquise par Acorda Therapeutics (en) en janvier 2016.